# Umberto Panerai
Umberto Panerai, född 13 mars 1953 i Florens, är en italiensk vattenpolomålvakt. Han ingick i Italiens herrlandslag i vattenpolo i olympiska sommarspelen 1976, 1980 och 1984. Han tog OS-silver i den olympiska vattenpoloturneringen i Montréal. I den olympiska vattenpoloturneringen i Los Angeles fick Panerai inte speltid.